# Marco Osella
Marco Osella, né le 6 janvier 1981 à Pistoia, est un coureur cycliste italien. 

## Palmarès
- 1998
  - 2e du Trophée de la ville de Loano
- 1999
  - Trophée de la ville de Loano
  - Giro della Castellania
- 2002
  - 3e du Trophée MP Filtri
- 2004
  - Trofeo Torino-Biella
  - Classement général du Giro delle Valli Cuneesi
- 2005
  - 3e de la Semaine lombarde

## Classements mondiaux
| Année           | 2005 | 2006 | 2007 | 2008 |
| --------------- | ---- | ---- | ---- | ---- |
| UCI Europe Tour | 401e | 692e | 782e | 636e |